# Cap de Tartaneda
El Cap de Tartaneda és una muntanya de 1.430 metres que es troba entre el municipi de Castellar del Riu i de Berga, a la comarca del Berguedà. La ruta normal d'accés és des del Santuari de Queralt, al Berguedà